# Taylorsville (Géorgie)
Pour les articles homonymes, voir Taylorsville.
Taylorsville est une ville américaine située dans les comtés de Bartow et de Polk, en Géorgie. Selon le recensement de 2020, sa population est de 252 habitants.